# Гейлигенштадтское завещание

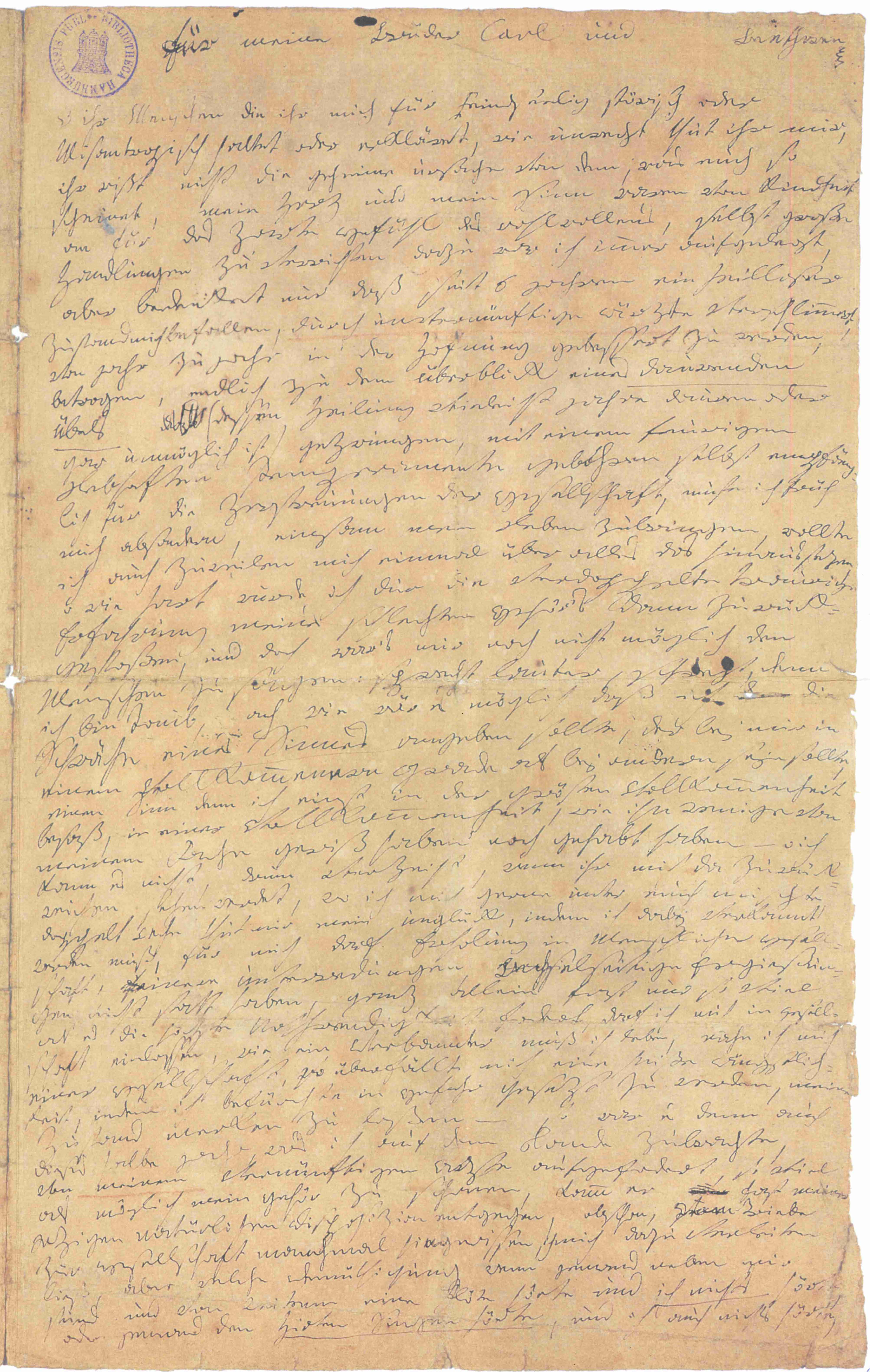
Факсимиле Гейлигенштадтского завещания

Гейлигенштадтское завещание, или Хейлигенштадтское завещание, или Хайлигенштадтское завещание (нем. Heiligenstädter Testament) — это письмо-завещание, написанное Людвигом ван Бетховеном в октябре 1802 года в селении Гейлигенштадт под Веной его братьям Карлу и Иоганну.
В письме композитор сообщает, что навсегда потерял слух, однако мужество не покинуло его: «Я спокоен. Не несчастен, нет — это было бы для меня невыносимо». Письмо хранится в Государственной библиотеке Гамбурга. Названо по району Вены Хайлигенштадт, где в то время жил Бетховен.